# 윌리엄 M. 베어드
윌리엄 마틴 베어드(William Martyn Baird, 1862년 6월 16일~1931년 11월 29일)는 숭실대학교의 설립자이자 초대 학장이다.
베어드의 한국식 이름은 '배위량(裵偉良)'이다.

## 생애
베어드는 미국 북장로교의 선교사로, 1891년에 한국에 와서 선교활동을 시작했다. 1897년에 평양에 이주한 그는 숭실학당을 개설하고, 이를 1906년에 한국 최초의 근대 대학(대한제국으로부터 인가)으로 발전시켰다. 1931년 숭실전문학교와 숭실중학교 개교식에 참여한 지 한달 후에 장티푸스에 걸려 별세했다.